# Championnat panaméricain masculin de handball 2014
Navigation
Argentine 2012 Argentine 2016
La 16e édition du championnat panaméricain masculin de handball  s'est déroulé à Montevideo, en Uruguay, du 23 au 29 juin 2014.
Les trois premiers sont qualifiés pour le championnat du monde 2015. 

## Tour préliminaire

### Groupe A
|   | Équipe     | Pts | J | G | N | P | Bp  | Bc  | Diff |
| - | ---------- | --- | - | - | - | - | --- | --- | ---- |
| 1 | Brésil     | 6   | 3 | 3 | 0 | 0 | 114 | 44  | 70   |
| 2 | Uruguay    | 4   | 3 | 2 | 0 | 1 | 78  | 74  | 4    |
| 3 | États-Unis | 2   | 3 | 1 | 0 | 2 | 74  | 83  | -9   |
| 4 | Guatemala  | 0   | 3 | 0 | 0 | 3 | 59  | 124 | -65  |

#### Matchs
| 24 juin 2014 18h00 | États-Unis | 17 – 28  | Brésil | Stade Sergio Matto, Canelones Affluence : 300 Arbitrage : Marina, Minore |
| 24 juin 2014 18h00 | Elzoghby 4 | (8 – 15) | Gama 5 | Stade Sergio Matto, Canelones Affluence : 300 Arbitrage : Marina, Minore |
| 24 juin 2014 18h00 | ×3 ×4      |          | ×2 ×3  | Stade Sergio Matto, Canelones Affluence : 300 Arbitrage : Marina, Minore |

| 24 juin 2014 20h00 | Uruguay | 36 – 19  | Guatemala | Stade Sergio Matto, Canelones Affluence : 700 Arbitrage : Gubica, Milošević |
| 24 juin 2014 20h00 | Fabra 8 | (17 – 9) | Lun 5     | Stade Sergio Matto, Canelones Affluence : 700 Arbitrage : Gubica, Milošević |
| 24 juin 2014 20h00 | ×3 ×1   |          | ×1 ×7     | Stade Sergio Matto, Canelones Affluence : 700 Arbitrage : Gubica, Milošević |

| 25 juin 2014 16h00 | Brésil     | 54 – 12  | Guatemala | Stade Sergio Matto, Canelones Arbitrage : Posch, Jorgensen |
| 25 juin 2014 16h00 | Freitas 14 | (28 – 4) | Morales 4 | Stade Sergio Matto, Canelones Arbitrage : Posch, Jorgensen |
| 25 juin 2014 16h00 | ×2 ×1      |          | ×1 ×4     | Stade Sergio Matto, Canelones Arbitrage : Posch, Jorgensen |

| 25 juin 2014 20h00 | Uruguay | 27 – 23  | États-Unis       | Stade Sergio Matto, Canelones Arbitrage : Gubica, Milošević |
| 25 juin 2014 20h00 | Gamiz 9 | (15 – 5) | Hines,Elzoghby 5 | Stade Sergio Matto, Canelones Arbitrage : Gubica, Milošević |
| 25 juin 2014 20h00 | ×3      |          | ×2 ×3            | Stade Sergio Matto, Canelones Arbitrage : Gubica, Milošević |

| 26 juin 2014 14h00 | États-Unis  | 34 – 28   | Guatemala | Stade Sergio Matto, Canelones Affluence : 200 Arbitrage : Pérez, Guzmán |
| 26 juin 2014 14h00 | Elzoghby 10 | (13 – 12) | Morales 6 | Stade Sergio Matto, Canelones Affluence : 200 Arbitrage : Pérez, Guzmán |
| 26 juin 2014 14h00 | ×3 ×7 ×1    |           | ×2 ×3     | Stade Sergio Matto, Canelones Affluence : 200 Arbitrage : Pérez, Guzmán |

| 26 juin 2014 20h00 | Brésil    | 32 – 15  | Guatemala | Stade Sergio Matto, Canelones Arbitrage : Marina, Minore |
| 26 juin 2014 20h00 | Freitas 7 | (15 – 7) |           | Stade Sergio Matto, Canelones Arbitrage : Marina, Minore |
| 26 juin 2014 20h00 | ×3 ×0 ×1  |          | ×2 ×3     | Stade Sergio Matto, Canelones Arbitrage : Marina, Minore |

### Groupe B
|   | Équipe    | Pts | J | G | N | P | Bp  | Bc  | Diff |
| - | --------- | --- | - | - | - | - | --- | --- | ---- |
| 1 | Argentine | 6   | 3 | 3 | 0 | 0 | 100 | 55  | 45   |
| 2 | Chili     | 4   | 3 | 2 | 0 | 1 | 82  | 76  | 6    |
| 3 | Groenland | 2   | 3 | 1 | 0 | 2 | 77  | 86  | -9   |
| 4 | Mexique   | 0   | 3 | 0 | 0 | 3 | 58  | 100 | -42  |

#### Matchs
| 23 juin 2014 16h30 | Chili        | 34 – 14  | Mexique    | Stade Sergio Matto, Canelones Affluence : 200 Arbitrage : González, Prieto |
| 23 juin 2014 16h30 | E. Salinas 7 | (15 – 9) | Bermúdez 7 | Stade Sergio Matto, Canelones Affluence : 200 Arbitrage : González, Prieto |
| 23 juin 2014 16h30 | ×3           |          | ×1 ×3      | Stade Sergio Matto, Canelones Affluence : 200 Arbitrage : González, Prieto |

| 23 juin 2014 18h30 | Argentine | 33 – 20 | Groenland    | Stade Sergio Matto, Canelones Arbitrage : Pinto, Menezes |
| 23 juin 2014 18h30 | Pizarro 6 | (14-12) | Kreutzmann 6 | Stade Sergio Matto, Canelones Arbitrage : Pinto, Menezes |
| 23 juin 2014 18h30 | ×3 ×4     |         | ×2 ×6        | Stade Sergio Matto, Canelones Arbitrage : Pinto, Menezes |

| 25 juin 2014 14h00 | Argentine             | 33 – 16  | Mexique      | Stade Sergio Matto, Canelones Affluence : 400 Arbitrage : Pérez, Guzmán |
| 25 juin 2014 14h00 | Fernández, Cangiani 6 | (18 – 8) | Villalobos 4 | Stade Sergio Matto, Canelones Affluence : 400 Arbitrage : Pérez, Guzmán |
| 25 juin 2014 14h00 | ×1                    |          | ×3 ×1        | Stade Sergio Matto, Canelones Affluence : 400 Arbitrage : Pérez, Guzmán |

| 25 juin 2014 18h00 | Chili         | 29 – 24   | Groenland    | Stade Sergio Matto, Canelones Arbitrage : Marina, Minore |
| 25 juin 2014 18h00 | R. Salinas 10 | (13 – 12) | Kreutzmann 7 | Stade Sergio Matto, Canelones Arbitrage : Marina, Minore |
| 25 juin 2014 18h00 | ×2 ×8         |           | ×2 ×8        | Stade Sergio Matto, Canelones Arbitrage : Marina, Minore |

| 26 juin 2014 16h00 | Groenland     | 33 – 24   | Mexique | Stade Sergio Matto, Canelones Affluence : 650 Arbitrage : Posch, Jorgensen |
| 26 juin 2014 16h00 | Kreutzmann 11 | (17 – 12) | Acuña 8 | Stade Sergio Matto, Canelones Affluence : 650 Arbitrage : Posch, Jorgensen |
| 26 juin 2014 16h00 | ×3 ×4         |           | ×2      | Stade Sergio Matto, Canelones Affluence : 650 Arbitrage : Posch, Jorgensen |

| 26 juin 2014 18h00 | Argentine | 34 – 19   | Chili      | Stade Sergio Matto, Canelones Affluence : 800 Arbitrage : Gubica, Milošević |
| 26 juin 2014 18h00 | Pizarro 8 | (16 – 12) | Ceballos 5 | Stade Sergio Matto, Canelones Affluence : 800 Arbitrage : Gubica, Milošević |
| 26 juin 2014 18h00 | ×3 ×4     |           | ×3 ×6      | Stade Sergio Matto, Canelones Affluence : 800 Arbitrage : Gubica, Milošević |

## Phase finale

### Matchs pour les places 5 à 8
|  | Demi-finales de classement | Demi-finales de classement |                |    | Cinquième place | Cinquième place |
|  | Demi-finales de classement | Demi-finales de classement |                |    | Cinquième place | Cinquième place |
|  |                            |                            |                |    |                 |                 |
|  | 28 juin 2014               | 28 juin 2014               |                |    | 29 juin 2014    | 29 juin 2014    |
|  | 28 juin 2014               | 28 juin 2014               |                |    | 29 juin 2014    | 29 juin 2014    |
|  | Groenland                  | 44                         |                |    | 29 juin 2014    | 29 juin 2014    |
|  | Groenland                  | 44                         |                |    | 29 juin 2014    | 29 juin 2014    |
|  | Guatemala                  | 22                         |                |    | 29 juin 2014    | 29 juin 2014    |
|  | Guatemala                  | 22                         | Groenland      | 43 |                 |                 |
|  | 28 juin 2014               |                            | Groenland      | 43 |                 |                 |
|  |                            | Uruguay                    | 32             |    |                 |                 |
|  | États-Unis                 | Uruguay                    | 32             | 41 |                 |                 |
|  | États-Unis                 |                            |                | 41 |                 |                 |
|  | Mexique                    | 28                         |                |    |                 |                 |
|  | Mexique                    | 28                         | Septième place |    |                 |                 |
|  |                            |                            |                |    |                 |                 |
|  | 29 juin 2014               |                            |                |    |                 |                 |
|  |                            |                            |                |    |                 |                 |
|  | Guatemala                  | 16                         |                |    |                 |                 |
|  | Guatemala                  | 16                         |                |    |                 |                 |
|  | Mexique                    | 37                         |                |    |                 |                 |
|  | Mexique                    | 37                         |                |    |                 |                 |

#### Demi-finales de classement
| 28 juin 2014 16h00 | Groenland    | 44 – 22   | Guatemala | Stade Sergio Matto, Canelones Affluence : 150 Arbitrage : Marina, Minore |
| 28 juin 2014 16h00 | Kreutzmann 9 | (25 – 12) | Stolz 7   | Stade Sergio Matto, Canelones Affluence : 150 Arbitrage : Marina, Minore |
| 28 juin 2014 16h00 | ×1           |           | ×2 ×5     | Stade Sergio Matto, Canelones Affluence : 150 Arbitrage : Marina, Minore |

| 28 juin 2014 20h00 | États-Unis | 41 – 28   | Mexique      | Stade Sergio Matto, Canelones Affluence : 150 Arbitrage : Pinto, Menezes |
| 28 juin 2014 20h00 | Elzoghby 9 | (20 – 12) | Villalobos 9 | Stade Sergio Matto, Canelones Affluence : 150 Arbitrage : Pinto, Menezes |
| 28 juin 2014 20h00 | ×2 ×6      |           | ×2 ×1        | Stade Sergio Matto, Canelones Affluence : 150 Arbitrage : Pinto, Menezes |

#### Match pour la septième place
| 29 juin 2014 14h00 | Mexique               | 37 – 16  | Guatemala | Stade Sergio Matto, Canelones Affluence : 10 Arbitrage : Posch, Jorgensen |
| 29 juin 2014 14h00 | Villalobos, Aguirre 6 | (15 – 9) | Stolz 4   | Stade Sergio Matto, Canelones Affluence : 10 Arbitrage : Posch, Jorgensen |
| 29 juin 2014 14h00 | ×1 ×3                 |          | ×3 ×4     | Stade Sergio Matto, Canelones Affluence : 10 Arbitrage : Posch, Jorgensen |

#### Match pour la cinquième place
| 29 juin 2014 16h00 | Groenland     | 43 – 32   | États-Unis  | Stade Sergio Matto, Canelones Arbitrage : Pérez, Guzmán |
| 29 juin 2014 16h00 | Kreutzmann 11 | (26 – 16) | Axelsson 12 | Stade Sergio Matto, Canelones Arbitrage : Pérez, Guzmán |
| 29 juin 2014 16h00 | ×3 ×4         |           | ×2 ×1       | Stade Sergio Matto, Canelones Arbitrage : Pérez, Guzmán |

### Matchs pour le titre
|  | Demi-finales | Demi-finales |                        |    | Finale       | Finale       |
|  | Demi-finales | Demi-finales |                        |    | Finale       | Finale       |
|  |              |              |                        |    |              |              |
|  | 28 juin 2014 | 28 juin 2014 |                        |    | 29 juin 2014 | 29 juin 2014 |
|  | 28 juin 2014 | 28 juin 2014 |                        |    | 29 juin 2014 | 29 juin 2014 |
|  | Argentine    | 30           |                        |    | 29 juin 2014 | 29 juin 2014 |
|  | Argentine    | 30           |                        |    | 29 juin 2014 | 29 juin 2014 |
|  | Uruguay      | 16           |                        |    | 29 juin 2014 | 29 juin 2014 |
|  | Uruguay      | 16           | Argentine              | 30 |              |              |
|  | 28 juin 2014 |              | Argentine              | 30 |              |              |
|  |              | Brésil       | 19                     |    |              |              |
|  | Brésil       | Brésil       | 19                     | 36 |              |              |
|  | Brésil       |              |                        | 36 |              |              |
|  | Chili        | 28           |                        |    |              |              |
|  | Chili        | 28           | Match pour la 3e place |    |              |              |
|  |              |              |                        |    |              |              |
|  | 29 juin 2014 |              |                        |    |              |              |
|  |              |              |                        |    |              |              |
|  | Uruguay      | 24           |                        |    |              |              |
|  | Uruguay      | 24           |                        |    |              |              |
|  | Chili        | 25           |                        |    |              |              |
|  | Chili        | 25           |                        |    |              |              |

#### Demi-finales
| 28 juin 2014 14h00 | Argentine              | 30 – 16 | Uruguay | Stade Sergio Matto, Canelones Affluence : 500 Arbitrage : Posch, Jorgensen |
| 28 juin 2014 14h00 | S. Simonet, Cangiani 4 | (18-6)  |         | Stade Sergio Matto, Canelones Affluence : 500 Arbitrage : Posch, Jorgensen |
| 28 juin 2014 14h00 | ×1 ×2                  |         | ×2      | Stade Sergio Matto, Canelones Affluence : 500 Arbitrage : Posch, Jorgensen |

| 28 juin 2014 18h00 | Brésil               | 36 – 28 | Chili         | Stade Sergio Matto, Canelones Affluence : 100 Arbitrage : Gubica, Milošević |
| 28 juin 2014 18h00 | Patrianova, Pozzer 5 | (16-13) | R. Salinas 12 | Stade Sergio Matto, Canelones Affluence : 100 Arbitrage : Gubica, Milošević |
| 28 juin 2014 18h00 | ×2 ×4                |         | ×3 ×2         | Stade Sergio Matto, Canelones Affluence : 100 Arbitrage : Gubica, Milošević |

#### Match pour la troisième place
| 29 juin 2014 18h00 | Uruguay   | 24 – 25 | Chili         | Stade Sergio Matto, Canelones Arbitrage : Gubica, Milošević |
| 29 juin 2014 18h00 | Velazco 8 | (13-13) | R. Salinas 12 | Stade Sergio Matto, Canelones Arbitrage : Gubica, Milošević |
| 29 juin 2014 18h00 | ×2 ×4     |         | ×2            | Stade Sergio Matto, Canelones Arbitrage : Gubica, Milošević |

#### Finale
| 29 juin 2014 20h00 | Argentine     | 30 – 19 | Brésil    | Stade Sergio Matto, Canelones Affluence : 1 250 Arbitrage : Gubica, Milošević |
| 29 juin 2014 20h00 | D. Simonet 11 | (15-12) | Pacheco 6 | Stade Sergio Matto, Canelones Affluence : 1 250 Arbitrage : Gubica, Milošević |
| 29 juin 2014 20h00 | ×3 ×2         |         | ×3 ×5     | Stade Sergio Matto, Canelones Affluence : 1 250 Arbitrage : Gubica, Milošević |

## Classement final
| Rang                         | Équipe     | M | V | N | D |
| ---------------------------- | ---------- | - | - | - | - |
| Médaille d'or, Amérique      | Argentine  | 5 | 5 | 0 | 0 |
| Médaille d'argent, Amérique  | Brésil     | 5 | 4 | 0 | 1 |
| Médaille de bronze, Amérique | Chili      | 5 | 3 | 0 | 2 |
| 4                            | Uruguay    | 5 | 2 | 0 | 3 |
| 5                            | Groenland  | 5 | 3 | 0 | 2 |
| 6                            | États-Unis | 5 | 2 | 0 | 3 |
| 7                            | Mexique    | 5 | 1 | 0 | 4 |
| 8                            | Guatemala  | 5 | 0 | 0 | 5 |

## Statistiques

### Meilleurs buteurs
| Rang | Joueur                | Équipe     | Buts |
| ---- | --------------------- | ---------- | ---- |
| 1    | Akutaaneq Kreutzmann  | Groenland  | 43   |
| 2    | Rodrigo Salinas Muñoz | Chili      | 40   |
| 3    | Adam Elzoghby         | États-Unis | 34   |
| 4    | Wesley Freitas        | Brésil     | 29   |
| 5    | Federico Pizarro      | Argentine  | 26   |

### Équipe type
| Poste          | Joueur                |
| -------------- | --------------------- |
| Gardien        | Maik dos Santos       |
| Arrière droit  | Rodrigo Salinas Muñoz |
| Demi-centre    | Diego Simonet         |
| Arrière gauche | Akutaaneq Kreutzmann  |
| Ailier droit   | Federico Pizarro      |
| Pivot          | Marco Oneto           |
| Ailier gauche  | Alejandro Velazco     |